# Freedom Holding
Die Freedom Holding Corp (FRHC) ist eine Finanzdienstleistungs-Holding, die an der New Yorker Tech-Börse Nasdaq gelistet ist. Im deutschsprachigen Raum agiert die Freedom Finance Germany GmbH mit Sitz in Berlin seit 2019 als vertraglicher Vermittler der in Zypern ansässigen Freedom Finance Europe Ltd. Neben dieser Tochtergesellschaft gehören zwölf weitere Unternehmen in acht Staaten zur Freedom Holding Corp.

## Geschichte
Freedom Finance wurde 2008 mit einem Startkapital von 100.000 US-Dollar von Timur Turlov gegründet. Zunächst beschränkten sich die Aktivitäten auf Länder der ehemaligen Sowjetunion. 2015 verschmolz das Unternehmen mit BMB Muani zur Freedom Holding Corp., wobei Turlov Mehrheitsaktionär wurde. Seit dem 16. Oktober 2019 werden Aktien der Freedom Holding an der New Yorker Tech-Börse Nasdaq gehandelt.

## Dienstleistungen
Freedom Finance bietet den Handel von Aktien, börsengehandelten Fonds (ETFs) und IPOs an. Neben IPOs bietet Freedom Finance seinen Kunden auch das Investment in Börsenmantelgesellschaften (SPACs) an.

## Gründer
Timur Turlov wurde 1987 in Moskau geboren.  Turlov hält an der Freedom Holding 72 Prozent. Sein Vermögen wird auf rund 2,1 Milliarden Dollar geschätzt.